# Synagoga v Bohumíně
Synagoga v Bohumíně (německy Oderberg) byla synagoga templového typu, která stála v Bohumíně od roku 1900 do května 1940, kdy byla vypálena a posléze zbořena nacisty. Ze 400 bohumínských židovských občanů se jich r. 1945 z koncentračních táborů po hrůzách holokaustu vrátilo pouze jedenáct, z nichž téměř všichni do r. 1948 buď zemřeli, nebo emigrovali. Dnes ve městě nežije ani jediný. Nejbližší ŽNO se toho času nachází v blízké Ostravě. V roce 2004 byl v Bohumíně odhalen pomník obětem holocaustu.

## Židé v Bohumíně

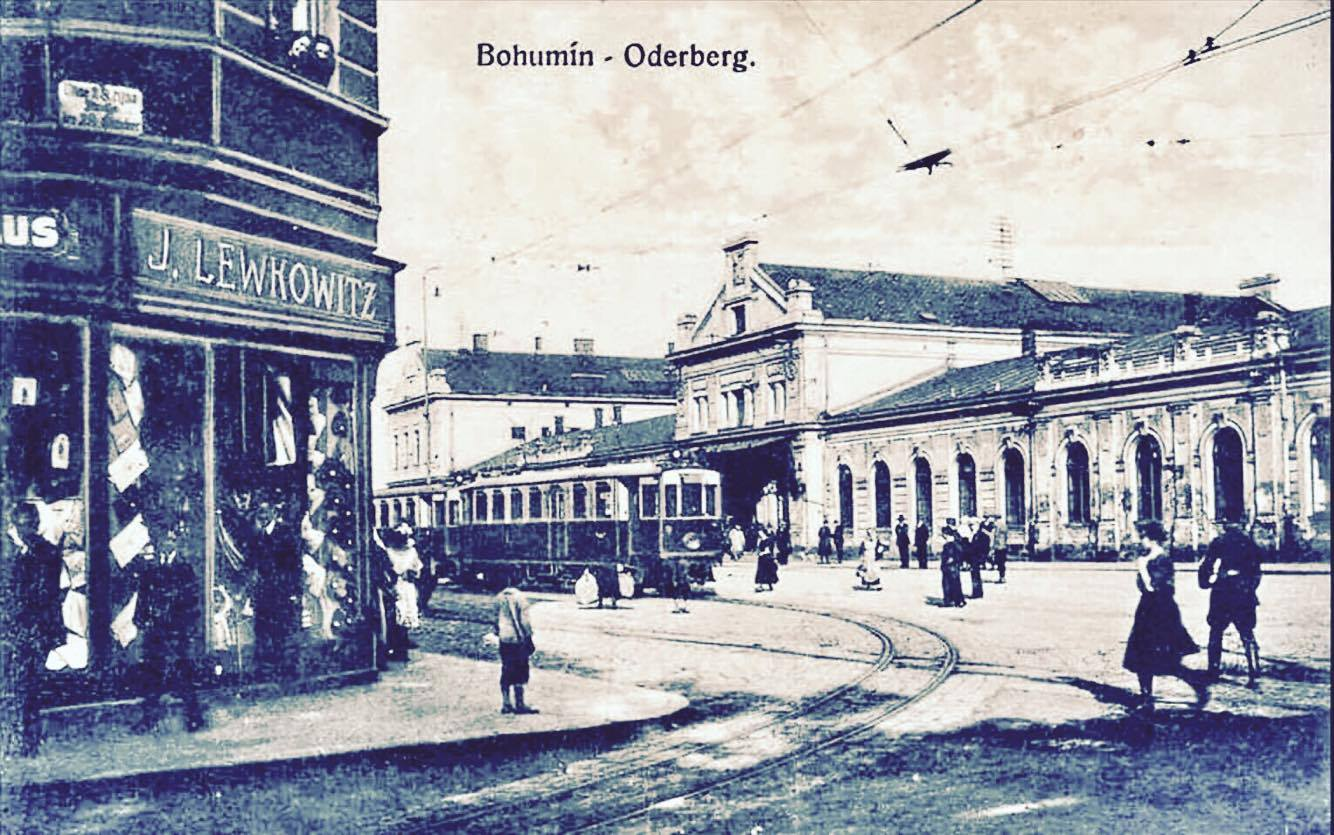
Židovský obchod J. Lewkowitze v Bohumíně naproti nádraží, cca 1920.

Nejsevernější výspa Moravskoslezského kraje, Bohumínsko, bylo až do průmyslové revoluce chudým, zemědělským, řídce osídleným územím. Ještě na počátku 19. století zde bylo evidováno něco málo přes dvě tisícovky obyvatel. Ve druhé půlce 19. století se propojením několika železničních drah stal Bohumín významným dopravním uzlem, a následná průmyslová revoluce vedla k obrovskému hospodářskému rozmachu. Již roku 1910 je v kraji napočteno téměř 22 tisíc obyvatel, z čehož se podle sčítání přesně 585 ososb přihlásilo k izraelitské víře, drtivá většina z nich bydlištěm v Bohumíně
Počátky židovského osídlení Bohumína jsou značně nejasné, avšak již kolem r. 1880[zdroj?] lze v Bohumíně předpokládat oficiální utvoření židovského náboženského spolku (Israelitische Cultusverein Oderberg), neboť ze stejné doby pocházejí první zmínky o židovském hřbitově,[zdroj?] k čemuž byla existence úředně zapsané organizace právně nutná.[zdroj?] K místní náboženské židovské obci patřily do roku 1938 všechny politické obce bohumínského soudního okresu.
V pamětní knize města Nového Bohumína z roku 1925 se uvádí, že většina obchodu v Bohumíně a okolí jest převážně v rukou židovských. Zdejší Židé se zabývali, tak jako jinde v regionu, obchodem a finančními službami, někteří dokonce průmyslovou výrobou s návazností na industriální podniky na Ostravsku a Karvinsku, zejména od počátku 20. století.

## Templ
Templ byl vystavěn mezi lety 1899-1900 podle plánů významného vídeňského architekta, přerovského rodáka Jakoba Gartnera, v novorománském slohu s tehdy módními tzv. maurskými prvky na rohu dnešních ulic Žižkovy a Štefánikovy.
Dle článků v dobovém tisku byl templ slavnostně zasvěcen ku užívání o šabatu, dne 9. září 1900, asi dva týdny před začátkem Vysokých svátků 5660. Otevření se konalo za účasti mnohých čestných hostí, rabínů, činovníků, představitel města, kraje, církví, dále Spolku dobrovolných hasičů, c. a k. vojenských vysloužilců, Dámského spolku, jakož i mnoha dalších hostí ze Slezska, Moravy i Polska. Přítomnému slavnostním shromáždění dokonce zaslali svou zdravici hrabě Mönnich a svobodný pán Rotschild. Zajímavostí je, že na stavbu svatostánku přispěl právě i tehdejší zemský hejtman Jindřich hrabě Larisch-Mönnich.
Podle dochovaného obrazového materiálu se jednalo se obdélníkovou, dvoupodlažní budovu orientovanou v ose SV-JZ, s jednou hlavní lodí a dvěma bočními. Hlavní průčelí synagogy prolamovala podlouhlá, půlkruhová rozetová okna, a bylo zakončeno tympanonem s deskami desatera a cibulovitými báněmi. Fasáda byla zdobena bosáží a dělena pilastry. Po obou stranách bočních lodí lze předpokládat schodiště na ženskou galerii. Obrazový materiál interiéru se bohužel nedochoval, nicméně lze předpokládat, že templ byl s největší pravděpodobností tzv. reformovaného ritu, lze tedy předpokládat varhany a působení pěveckého sboru během bohoslužeb. Další materiály k bližší identifikaci historie a charakteru stavby však zatím stále čekají na své objevení.
Synagoga sloužila místní židovské komunitě do okupace Českých zemí nacistickým Německem, v květnu 1940 pak byla nacisty vypálena a ohořelé trosky byly srovnány se zemí. Nacházela se v Čáslavské ulici za evangelickým kostelem, v místech nynější mateřské školy.
Jediným hmatatelným důkazem existence někdejší prosperující židovské komunity ve městě je tak dodnes dochovaný spolkový dům bohumínské židovské obce v dnešní Žižkově ulici, který tvaroslovím na dnes již neexistující synagogu částečně odkazuje. Dnes je využíván jako základní umělecká škola.

## Památník bohumínských obětí holocaustu
Jako památka na zavražděné Židy byl v roce 2004 na náměstí Budoucnosti odhalen Památník obětem holocaustu. Výstavba památníku stála 160 tisíc korun. Židovská obec Ostrava však na jeho vybudování přispěla v rámci projektu Nadačního fondu obětem holocaustu částkou 50 tisíc korun. Památník byl ještě téhož roku třikrát poškozen antisemitskými symboly - byl na něj nastříkán nápis "židi", hákový kříž a byl polit hnědou barvou. Pachatel nebyl dopaden.
V roce 2007 v Bohumíně nechala židovská obec Ostrava na vlastní náklady pietně zrevitalizovat zbytek bývalého židovského hřbitova, jenž byl za války téměř kompletně zdevastován nacisty, bylo zde znovupostaveno všech zbylých cca 40 náhrobků. Pouhé dva týdny po obnově neznámí pachatelé poničili 25 z 30 náhrobků. Ani v tomto případě se Policii ČR nepodařilo pachatele vypátrat a případ byl posléze odložen.